# Captain Marvel (pel·lícula)
Captain Marvel és un llargmetratge del gènere superheroic, el primer de l'univers cinematogràfic de Marvel protagonitzat per una superheroïna (interpretada per Brie Larson), estrenat el 8 de març de 2019.
The Walt Disney Company oferí primer a Joss Whedon i, en acabant, a l'Angelina Jolie la direcció del film. Finalment la direcció recaigué en Anna Boden i Ryan Fleck, els quals escrigueren el guió juntament amb Meg LeFauve, Nicole Perlman i Geneva Robertson-Dworet; el rodatge començà el març del 2018 a Los Angeles i també tingué lloc a Fresno (ciutat de Califòrnia), Baton Rouge i Nova Orleans.
L'argument, situat en la dècada del 1990, fa de nexe entre les pel·lícules anteriors i dona un rerefons al personatge de Nick Fúria.

## Repartiment
- Brie Larson com a Carol Danvers/ Vers /Captain Marvel: 
Una antiga pilot de les Forces Aèries dels Estats Units i una membre de la unitat militar Kree dita Starforce que ha patit una alteració genètica a causa d'un accident. Això li dona una força sobrehumana, projecció d'energia, i la capacitat de volar.[4][5][6] Larson descriu Danvers com una «creient en la veritat i la justícia» i com un «pont entre la Terra i l'espai»,[7] que ha d'equilibrar el seu costat «impassible» kree i que és una «lluitadora increïble» amb la seua meitat humana «defectuosa» que és el que «li acaba dirigint cap al futur».[6] Larson també va dir que Danvers és agressiva, precipitada, i invasiva: atributs que l'ajuden en un combat, però que resulten ser els defectes del personatge.[8] El president de Marvel Studios Kevin Feige va dir que Larson va ser triada degut a la seua habilitat per a equilibrar els vastos poders del personatge amb la seua també humanitat.[9] Larson estava preocupada de poder interpretar una reeixida aviadora sent tan jove com era (tenia 26 anys quan va ser triada per al paper), així que la guionista Nicole Perlman va parlar amb les Forces Aèries i aquest li van dir que algú entre els 28 i els 34 podia «arribar molt lluny» al cos.[10] Larson va entrenar durant nou mesos per al paper, aprenent judo, boxa, i lluita lliure.[6][11] També va visitar la Base de la Força Aèria Nellis i va entaular conversa amb personal en actiu, incloent una General de Brigada dita Jeannie Leavitt i un pilot Thunderbirds i Sergent major dit Stephen Del Bagno per prepara el seu paper.[12][13][14] Mckenna Grace interpreta la Carol Danvers de tretze anys,[12][15][16] mentre que London Fuller l'interpreta amb sis anys.[16]
- Samuel L. Jackson com a Nick Fury: 
El futur director de S.H.I.E.L.D., que per aleshores és un buròcrata de baix nivell.[17] Fury apareix sense el seu pegat a l'ull característic ja que la pel·lícula es desenvolupa abans que va perdre l'ull.[18] Feige va explicar que Danvers és el primer superheroi amb el qual es creua Fury,[19] cosa que l'encamina cap a on es troba el personatge a les pel·lícules del MCU.[20] Jackson va descriure Fury com un oficinista xafapapers en aquest moment de la història, que encara no s'ha convertit en un cínic cap buròcrata i que aprén que hi ha éssers amb superpoders que podrien ajudar S.H.I.E.L.D.[21] Jackson va afegir que confiar en Danvers té un paper clau en el desenvolupament del personatge, ja que es converteixen «compatriotes» durant la pel·lícula.[22] Jackson va ser digitalment enjovenit uns 25 anys, i ha estat la primera vegada que Marvel ha fet açò en una pel·lícula.[23]
- Ben Mendelsohn com a Talos/ Keller: 
El líder canviant dels skrull que envaeixen la Terra, que es fa passar pel cap de Fury a S.H.I.E.L.D.; Keller.[24] Mendelsohn va descriure l'actitud de Talos disfressat de persona com més «tensa» comparada amb el seu skrull «més relaxat». Mendelsohn va diferenciar els dos en fer servir un accent americà aprés del Secretari de Defensa dels Estats Units d'Amèrica Donald Rumsfeld per a la seua disfressa humana, i el seu accent australià nadiu per a Talos; l'última va ser triat després d'una «llarga discussió», atès que Mendelsohn ho va anomenar «correcció terrenal». El maquillatge i les pròtesis necessàries per a interpretar Talos «costaven hores» de posar.[24] El productor executiu Johnathan Schwartz va afegir que «és una mica divertit mostrar tant els poders skrulls com els diferents registres de Ben com a actor, perquès és molt diferent en cada actuació."[22] Emily Ozrey i Abigaille Ozrey interpreten les xiques surfistes les formes de les quals Talos pren mentre Duane Henry pren la forma de soldat kree de Talos.
- Djimon Hounsou com a Korath: Un espadatxí kree i el segon al comandament de la Starforce.[25][26] Hounsou va explicar que Korath estava «en bolquers» al film comparat amb la seua aparició a Guardians of the Galaxy (2014), però ell era «encara és una màquina sense humor».[27]
- Lee Pace com a Ronan l'Acusador: Un oficial d'alt rang kree.[25][28] Comparat amb la seua aparició a Guardians of the Galaxy, Ronan no és encara un «fanàtic radical», amb el seu rol militar kree entrecreuant-se amb la Starforce «d'una manera interessant».[22]
- Lashana Lynch com a Maria Rambeau: Una de les més velles amigues de Danvers i una pilot camarada de les Forces Aèries. És una mare soltera que té una filla dita Monica. Lynch va descriure Rambeau com algú «resistent» que «no sent que necessite la teua ajuda».[29] Larson va descriure Rambeau com «la representació de l'amor» en la pel·lícula i «una increïble malparida». Va descriure l'amistat entre Danvers i Rambeau com una d'entre iguals, amb una «competitivitat sana [i un] respecte mutú».[30] Igual que Larson, Lynch va conèixer membres de les Forces Aèries en preparació per al paper. En particular, va conèixer pilots que també eren mares. Lynch estava emocionada per interpretar un personatge amb el qual el públic poguera connectar, especialment dones i mares de la comunitat negra, agraïda de poder continuar «el fil» de personatges afroamericans al MCU després de Black Panther (2018).[29]
- Gemma Chan com a Minn-Erva: Una franctiradora kree i membre de la Starforce.[27][31] Chan explica que Minn-Erva era «l'estrella de Starforce» abans que Danvers s'unira a l'equip i «lleugerament amenaçada per algú que acaba d'entrar i també és molt talentós."[27]
- Annette Bening com la Suprema Intel·ligència i com a Mar-Vell/ la Dra. Wendy Lawson:[32] 
Una intel·ligència artificial que és l'encarnació col·lectiva de les majors ments del poble kree, i el governant de l'Imperi Kree.[33][34] La intel·ligència suprema s'apareix amb diferents formes davant de cada persona, específicament sent la Dr. Wendy Lawson davant de Vers. Jude Law va afirmar que cada membre de Starforce té una «relació particular» amb la Suprema Intel·ligència, i que el seu personatge té un «sentit diví del propòsit per la seua relació amb aquest ésser més gran».[22] Bening també interpreta la científica kree rebel dita Mar-Vell, que fa servir el nom de la Dr. Wendy Lawson per a camuflar-se a la Terra. Com la Dr. Lawson, també és l'antiga cap de Danvers.[32]
- Clark Gregg com a Phil Coulson: 
Un novell agent de S.H.I.E.L.D. que treballa braç a braç amb Fury.[17] Gregg va afirmar que Coulson seria més jove al film i «una mica el nou a S.H.I.E.L.D.… És el més jove que l'hem vist mai [al MCU], així que quan li diu a «Mr. Stark, aquest no és el meu primer rodeo» a Iron Man (2008), aquest és possiblement el primer rodeo del què parla."[35] Va sentir «que hi havia una cosa realment especial sobre l'època en la qual [Coulson] acabava d'entrar al cos» i va haver de treballar per a interpretar un Coulson «una mica menys irritable i fastiguejat» de com és presentat normalment al MCU.[17] Responent al fet que Coulson s'havia trobat els kree en la sèrie de televisió de MCU, Agents of S.H.I.E.L.D., Schwartz va dir que en Captain Marvel els kree encara no són «part del seu vocabulari», i que el film ens permet «centrar-nos en ell, de manera que no ens hem de preocupar per les coses que passaran més endavant».[36] Like Jackson, Gregg va ser enjovenit digitalment uns 25 anys.[23]
- Jude Law com a Yon-Rogg:[16][37] El comandant de la Starforce i el mentor de Danvers que l'entrena per a poder emprar els seus poders.[8][38][39] Law va dir que el seu personatge estava «impulsat per una creença en el lideratge diví del poble kree. Així que és gairebé un guerrer devot: incondicional, conservador, però inspirador». Law també va dir que el seu personatge té una relació especial amb Danvers, que veu com la seua protegida; cosa que esdevé un focus de tensió amb els altres membres de la Starforce. Robert Downey Jr., que interpreta Tony Stark al MCU films i que va coprotagonitzar amb Law a Sherlock Holmes (2009) i la seua seqüela (2011), el va aconsellar de treballar amb Marvel abans que Law acceptara el paper.[31]

Addicionalment, Algenis Pérez Soto i Rune Temte interpreten Att-Lass i Bron-Char, respectivament, ambdós membres de la Starforce; Att-Lass és el tirador de l'equip, mentre que Bron-Char és el «gran, i fort tipus que sempre lluita amb els seus punys». La filla de Maria, Monica Rambeau, apareix interpretada per Akira Akbar com una xica d'onze anys, mentre que Azari Akbar la interpreta amb cinc anys. Sharon Blynn fa de Soren, l'esposa de Talos. Robert Kazinsky apareix com un motociclista amb el malnom de «El Don». Vik Sahay fa de Torfan. Chuku Modu interpreta a Soh-Larr. Colin Ford apareix com el germà de Danvers, Steve, mentre que Kenneth Mitchell fa del seu pare. El gat als còmics de Danvers Chewie (dit així pel personatge de Star Wars Chewbacca) apareix en el film, reanomenat Goose pel personatge de Top Gun (1986) Nick «Goose» Bradshaw, i és interpretat per quatre gates diferents, Reggie, Archie, Rizzo i Gonzo. Cada gat va ser triat segons les seues peculiaritats i personalitats.
Els pilots en la vida real Matthew «Spider» Kimmel i Stephen «Cajun» Del Bagno apareixen com ells mateixos. Del Bagno va morir mesos abans de l'estrena de la pel·lícula, i aquesta li va ser dedicada. Captain Marvel la guionista de còmics Kelly Sue DeConnick té un cameo com un transeünt a l'estació de tren, i Stan Lee, cocreador del primer Captain Marvel, apareix a títol pòstum com ell mateix com un passager del tren memoritzant les línies per al seu cameo a Mallrats. Chris Evans, Scarlett Johansson, Mark Ruffalo, i Don Cheadle apareixen com a Steve Rogers/ Captain America, Natasha Romanoff/ Black Widow, Bruce Banner/ Hulk, i James Rhodes/ War Machine en la primera escena dels títols de crèdit, que lliga directament amb Avengers: Endgame.